# Męczennicy leontyńscy
Męczennicy Leontyńscy – grupa chrześcijan ormiańskich zamordowanych po długim okresie prześladowań w Persji. Zostali zabici z rozkazu króla Jazdegarda II w 455, pięć lat po powstaniu, któremu przewodził Vartan Mamikonian.
W grupie męczenników znaleźli się:
- Abraham z Arazd, diakon
- Józef z Armenii, patriarcha ormiański
- Leoncjusz z Vanad, kapłan

## Kult
Grupa męczenników czczona jest jako święci. Apostolski Kościół Ormiański obchodzi ich wspomnienie liturgiczne we wtorek po drugiej niedzieli przed Środą Popielcową. Uznawani są za patronów kleru ormiańskiego.